# Fiat 12 HP
Fiat 12 HP (или Fiat 12/16 HP) — легковой автомобиль, выпускавшийся компанией Fiat с 1901 по 1902 год. Это была первая модель Fiat и одна из первых моделей в мире с четырёхцилиндровым двигателем из двух блоков. Также выпускалась и спортивная версия — 12 HP Corsa с таким же двигателем, развивавшая скорость 78 км/ч.
В конце 1901 года автомобиль получил новый двигатель — объемом 7474 куб. см, развивавший мощность в 28 л.с. при 750 об/мин, с максимальной скоростью 90 км/ч.
Всего выпущено 106 автомобилей.

## Галерея

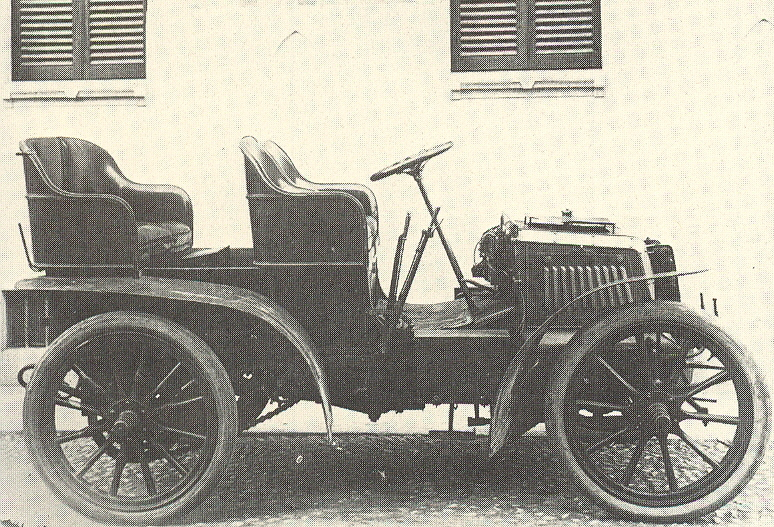
Fiat 12 HP двойной фаэтон
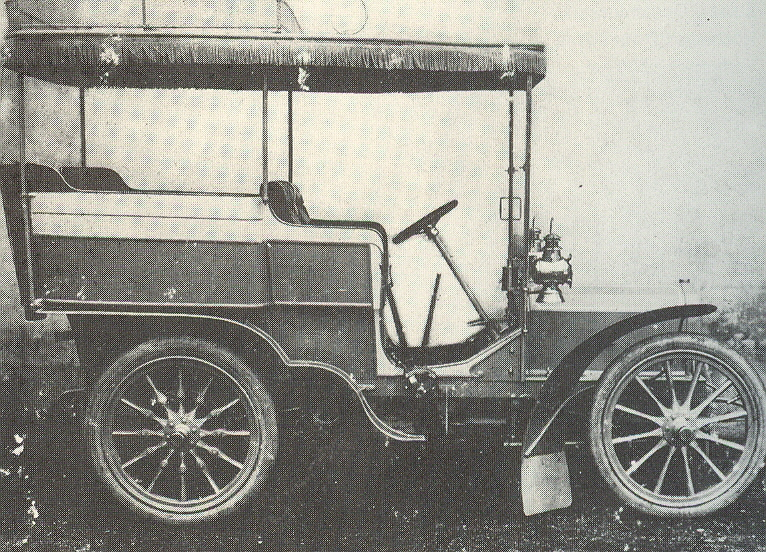
Fiat 12 HP 1901 г.